# Министерство окружающей среды и пространственного планирования Республики Косово
Министерство окружающей среды и пространственного планирования (алб. Ministria e Mjedisit dhe Planifikimit Hapsinor e Kosovës, серб. Министарство Средине и Просторног Планирања, Ministarstvo Sredine i Prostornog Planiranja) является министерством в составе Правительства республики Косово. Полномочия министерства включают защиту окружающей среды, актуализация  информации о состоянии окружающей среды, создание предпосылок для рационального использования, защиты и восстановления природных ресурсов и т.д. Министром MESP с 2011 по 2014 год был Дардан Гаши. 
Министерство имеет ряд подразделений и подчинённых организаций, ответственных за охраняемые территории.

## Департаменты

### Департамент окружающей среды
Координирует действия в сфере защиты окружающей среды, порядок последовательного развития политики в природоохранной сфере; развивает нормы и стандарты и выпускает руководства в сфере охраны окружающей среды с особым вниманием к международным стандартам; наблюдает за выполнением этих стандартов инспекциями и другими службами; принимает участие в развитии и выполнении общественных информационных кампаний и других схем по повышению осведомлённости общества и т.д.
Департамент состоит из четырёх отделов:
1. Отдел природоохранной политики
2. Отдел охраны окружающей среды
3. Отдел защиты природы
4. Отдел по обращению с отходами

### Водный департамент
Принимает участие в управлении водными ресурсами с точки зрения водопользования, защиты воды и защиты от вредных воздействий на воду, а также создание правил водопользования.

### Департамент пространственного планирования
Обеспечивает осуществление политики министерства посредством законов и других правил в области пространственного планирования; координирует и управляет делами департамента в профессиональном и административном аспектах.
Департамент включает в себя следующие отделы:
1. Отдел политики и стратегии
2. Отдел централизованного планирования
3. Отдел муниципального планирования

### Департамент конструкций
Курирует и осуществляет профессиональные услуги; контролирует законодательную реализацию государственной политики в сфере жилищного строительства; контролирует и анализирует области, входящие в его компетенцию; разрабатывает и предлагает жилищные стратегии, программы и меры по улучшению ситуации в сфере жилищного строительства; и обеспечивает выполнение программ и соответствующих мероприятий.
Департамент делится на три отдела:
1. Жилищный отдел
2. Жилой отдел
3. Отдел политики развития

## Институты

### Институт пространственного планирования
Является составной частью Министерства окружающей среды и пространственного планированияng, и вместе с Департаментом пространственного планирования составляет сектор пространственного планирования правительства Косова. Он был учреждён в октябре 2003 года специальным актом, подписанным бывшим министром окружающей среды и пространственного планирования. В институте работают профессионалы из различных областей, в частности, архитекторы, географы, социологи, биологи и т.д.

### Гидрометеорологический институт Косова
Метеорологические вопросы, представляющие интерес для Косова:
- Строительство и обслуживание базовой сети гидрологических и метеорологических станций.
- Измерения и наблюдения метеорологических явлений.
- Гидрологические, метеорологические, био-гидрометеорологические и гидробиологические наблюдения.
- Измерения и специальные обследования в области радиации, радиоактивности (в соответствии с действующим законодательством).
- Измерения и наблюдения атмосферного электричества и загрязнения воздуха, загрязнения воды, осадков в рамках программы и уникальной методологии, которая применяется к основным сетевым станциям.
- Изучение, обработка, хранение, обмен и публикация метеорологических данных и результатов исследований в сети мониторинга, и т. д.

## Агентства

### Косовское кадастровое агентство
Косовское Кадастровое агентство было создано Программой ООН по населённым пунктам (ООН-Хабитат) в 2000 году. Это государственное учреждение при Министерстве окружающей среды и пространственного планирования. KCA является высшим органом кадастра, геодезии и картографии в Косове. В настоящее время KCA внедряет информационную систему земельного и кадастрового учёта, а также реестр прав на недвижимое имущество в Косове.
Для осуществления реконструкции необходима функциональная кадастровая система, поддерживающая нормы права; содействующая экономическому развитию и разрешению старых споров и путаницы.
В этом контексте Косовское Кадастровое агентство создано в рамках Программы поддержки косовского кадастра (Support Programme for Kosovo Cadastre-SPKC) (2000-2003), при финансовой поддержке Швеции, Норвегии и Швейцарии. Основная цель SPKC заключается в разработке и управлении регистрацией кадастра и земли на центральном уровне.

### Косовское агентство по радиационной защите и ядерной безопасности
Создание ARPNS (англ. Kosovo Agency for Radiation Protection and Nuclear Safety) было необходимым для того, чтобы иметь ответственный институт по радиационной защите и ядерной безопасности в Республике Косово, и в то же время это отвечало стандартам и требованиям, определенным Европейской комиссией. Кроме того, Косово обязано выполнять международные обязательства в области радиационной защиты и ядерной безопасности, обязательства, определенные международным Агентством по атомной энергии (МАГАТЭ), учреждением в рамках ООН. В настоящее время ARPNS занимается функциональным обеспечением и укреплением профессионального потенциала для выполнения задач и обязанностей, определённых законом. Целью ARPNS является создание правовой базы в области радиационной защиты и ядерной безопасности, лицензирования и инспекции, разработка и реализация стратегий в этой области, а также создание безопасной среды для здоровой жизни.